# Lauro Olmo Enciso
Pour les articles homonymes, voir Enciso.
Lauro Olmo Enciso, né le 6 juin 1955 à Madrid en Espagne, est un archéologue espagnol, spécialiste notamment en archéologie médiévale. 

## Biographie
Professeur à l'université d'Alcalá, ses recherches portent notamment sur le haut Moyen Âge espagnol et la ville wisigothique de Recopolis.

## Publications sélectives
- Recópolis y la ciudad en la Epoca Visigoda, Comunidad Autónoma de Madrid, Alcalá de Henares, 2008.
- Catálogo del Patrimonio Histórico Inmueble de la Defensa, Ministerio de Defensa, Madrid, 2011.